# Courtney Hodges
Generaal Courtney Hicks Hodges (Perry, 5 januari 1887 – San Antonio, 16 januari 1966) was een Amerikaanse officier en voerde tijdens de Tweede Wereldoorlog het bevel over de First United States Army in Noordwest-Europa.

## Biografie
Hodges werd in Perry, Georgia geboren waar zijn vader een kleine stadskrant publiceerde. Hij studeerde aan West Point, maar moest het na een jaar verlaten vanwege slechte testresultaten. Hij zou afstuderen met de Klas van 1909. In 1906 werd Hodges toegevoegd aan het Amerikaanse leger als een soldaat en werd binnen drie jaar een officier. Hij diende met Marshal in de Filipijnen en George S. Patton in Mexico.
Tijdens de Eerste Wereldoorlog werd Hodges onderscheiden met de Distinguished Service Cross voor het leiden van een aanval met als doel de Marne over te komen. Na de oorlog werd hij een instructeur aan West Point. In 1938 werd hij benoemd tot Assistant Commandant van de United States Army Infantry School en in 1941 volgde een benoeming tot commandant.
In mei 1941 werd Hodges bevorderd tot generaal-majoor en kreeg hij diverse commando’s, inclusief hoofd van de Infanterie totdat hij in 1942 het bevel kreeg over het Xe korps. In 1943 toen hij zowel het bevel voerde over het Xe korps als over het 3e Leger werd hij naar Groot-Brittannië gezonden, waar hij onder generaal Omar N. Bradley diende. Tijdens Operatie Overlord was hij de ondergeschikte van Bradley als plaatsvervangend commandant van het 1e Leger, maar in augustus 1944 volgde hij Bradley op.
De troepen van Hodges waren de eerste die Parijs bereikten en leidden de overige troepen naar Duitsland. Zijn troepen vochten in de Slag om het Hürtgenwald en speelden een belangrijke rol tijdens het Ardennenoffensief. In het begin was Hodges duidelijk verrast door dit Duitse offensief, en verloor hij enkele dagen zijn grip op de gang van zaken. Het 1e Leger was de eerste eenheid die de Rijn overstak door de Ludendorffbrug bij Remagen te gebruiken. Het 1e Leger ontmoette het Rode Leger bij Torgau aan de rivier de Elbe. Hodges werd op 15 april 1945 bevorderd tot generaal.
In mei 1945 na de Duitse capitulatie moesten Hodges en zijn troepen zich voorbereiden op de invasie van Japan, dit hoefde niet meer vanwege de atoombom. Hodges was zowel aanwezig bij de capitulatie van Duitsland als Japan.
Na de Tweede Wereldoorlog bleef Hodges tot zijn pensioen in maart 1949 bevel voeren over het eerste leger op Fort Jay op Governors Island in New York. Hij stierf op 16 januari 1966 in San Antonio in Texas.

## Militaire loopbaan
- Private: 5 november 1906[2]
- Sergeant: 1907[2]
- Second Lieutenant: 13 november 1909[2]
- First Lieutenant:
- Tijdelijk Lieutenant Colonel: 1919
- Major: 1 juli 1929[2]
- Lieutenant Colonel:
- Colonel: 1 oktober 1938[2]
- Tijdelijk Brigadier General: 1 april 1940[2]
- Tijdelijk Major General: 31 mei 1941[2]
- Tijdelijk Lieutenant General: februari 1943[2]
- Tijdelijk General: 15 april 1945 (uitdiensttredingen 31 januari 1949)[2]

## Eerbewijzen

### Onderscheidingen
- Distinguished Service Cross (3)
- Army Distinguished Service Medal met 2 Oak Leaf Clusters
- Silver Star
- Bronze Star
- Mexicaanse Service Medaille
- Overwinningsmedaille met 3 campagne sterren
- Bezettingsmedaille voor het Leger met gesp "DUITSLAND"
- Amerikaanse Defensie Service Medaille
- Amerikaanse Campagne Medaille
- Azië-Pacifische Oceaan Campagne Medaille
- Europa-Afrika-Midden Oosten Campagne Medaille
- World War II Victory Medal
- Grootkruis in het Legioen van Eer
- Oorlogskruis
- Ridder in de Orde van de Eikenkroon
- Orde van Soevorov, 1e klasse op mei 1945[3]
- Lid in de Orde van het Bad
- Grootlint in de Leopoldsorde
- Militair Kruis

### Vernoemingen
- In zijn geboorteplaats Perry werd een deel van een belangrijke verbindingsweg naar hem vernoemd, de General Courtney Hodges Boulevard.
- In Dinant is de Avenue Général Hodges naar hem vernoemd.
- In de Maastrichtse wijk Wyckerpoort werd in 1949 de Generaal Hodgesstraat naar hem vernoemd.[4]